# José Ardón
José Agustín Ardón Castellanos (ur. 20 stycznia 2000 w Villa Canales) – gwatemalski piłkarz występujący na pozycji środkowego lub bocznego obrońcy, reprezentant Gwatemali, od 2018 roku zawodnik Antigui GFC.